# Mont Aspiring/Tititea
Le mont Aspiring/Tititea est l'un des plus hauts sommets de Nouvelle-Zélande.
Situé dans le parc national du mont Aspiring de la région Otago, il s'élève jusqu'à 3 033 mètres d'altitude. Le peuple Māori le dénomma Tititea, ce qui peut être traduit en « pic luisant ». Dénommé en décembre 1857 par le gouverneur de la province d'Otago, John Turnbull Thomson. Il est aussi souvent appelé « Matterhorn de l'hémisphère Sud », du fait de sa forme pyramidale quand il est vu de la rivière Matukituki. La première ascension fut réalisée le 23 novembre 1909 par le major Bernard Head et ses guides Jack Clarke et Alec Graham. La partie centrale fut gravie jusqu'au sommet par la face Ouest à partir du Bonar, une voie qui ne fut pas répétée jusqu'en 1965.
Le mont Aspiring/Tititea se trouve légèrement à l'ouest de la ligne de partage des eaux, à 30 kilomètres à l'ouest du lac Wanaka. Il est à la jonction de trois systèmes glaciaires majeurs : celui du glacier Bonar, dont les eaux s'écoulent vers la rivière Waipara, ainsi que ceux du glacier Volta (en) et du glacier Therma, qui tous les deux s'épanchent vers la rivière Waiatoto. La Waipara est tributaire du fleuve Arawhata, qui trouve son embouchure sur la côte Ouest entre Haast et la baie Jackson.
La voie la plus utilisée pour l'ascension du mont Aspiring est en remontant la vallée de la West Matukituki, qui est à l'extrémité d'une route de 50 kilomètres partant de Wanaka à Raspberry Fla. De là, une série de refuges fournissent un point de départ pour les grimpeurs. Le premier de ces refuges au mont Aspiring est à 8 kilomètres (et à approximativement deux heures de marche) de la fin de la route.